# Rambukkana Division
Rambukkana Division är en division i Sri Lanka.   Den ligger i distriktet Kegalle District och provinsen Sabaragamuwa, i den centrala delen av landet, 70 km nordost om huvudstaden Colombo. Antalet invånare är 82 373.